# 新加坡—南非關係
新加坡－南非關係，是指歷史上的新加坡和南非、以至當前新加坡共和國和南非共和國的雙邊關係。兩國之間的聯繫主要奠基於大英國協此一共同紐帶，以及貿易、觀光、投資方面的互動，雙方並在社會、經濟發展等若干議題上進行合作。

## 歷史
新加坡於1965年8月9日因被馬來西亞逐出而宣告獨立，但由於當時南非共和國實行的種族隔離政策被作為亞洲國家的新加坡反對，兩國並未有開展外交關係。直至1990年時任南非國家總統弗雷德里克·威廉·戴克拉克宣佈廢除種族隔離政策後，兩國於1992年建立外交關係，並互設大使館及互派大使。1994年，南非重返英聯邦，因此兩國互設的大使館易名為高級專員公署，而館長亦由大使改稱高級專員。
1997年3月5日，時任南非總統納爾遜·曼德拉訪問新加坡，成為首位訪新的南非國家元首。他在是次訪問中與時任新加坡總統王鼎昌和時任新加坡內閣資政李光耀會面。2007年，時任新加坡總統塞拉潘·纳丹訪問南非，成為首位訪問南非的新加坡國家元首。
2013年1月，新加坡国际企业发展局在南非約翰內斯堡設立新海外中心，成為首間在撒哈拉以南非洲成立的海外中心。

## 經貿關係
- 新加坡出口至南非的產品（2012年）
- 南非出口至新加坡的產品（2012年）

2011年，新加坡和南非兩國的貿易總額為25.4億新加坡元（160億南非蘭特）。2012年，新加坡向南非出口額為13.1億美元，而南非向新加坡出口額為9.5億美元。新加坡主要向南非出口通信设备、电气机械、办公及数据机器、制成品、一般工业机械、塑料、天然橡胶、纺织制品、咖啡和香料等，而南非主要向新加坡出口有机化工、石油及其制品、钢铁、有色金属、金属制品、蔬果、无机化学品、金属矿石及废料和纸制品等。
新加坡對南非的直接投資額為4.91億新加坡元（32.3億南非蘭特）。而南非則向新加坡注資1904萬新加坡元（1.25億南非蘭特）。
新加坡航空營運每日一班往返新加坡樟宜機場和開普敦國際機場，中途經約翰內斯堡奥利弗·坦博国际机场的航班。

## 外部連結
- 新加坡駐南非高級專員公署 （页面存档备份，存于）
- 南非駐新加坡高級專員公署 （页面存档备份，存于）